# Exechia pollex
Exechia pollex är en tvåvingeart som beskrevs av Shaw 1935. Exechia pollex ingår i släktet Exechia och familjen svampmyggor.
Artens utbredningsområde är New York. Inga underarter finns listade i Catalogue of Life.